# Christianne Stotijn
Christianne Stotijn (Delft, 1977) is een Nederlandse mezzosopraan.
Ze begon haar muziekopleiding als violiste en studeerde viool en zang aan het Conservatorium van Amsterdam. In 2003 voltooide ze haar conservatoriumopleiding in Metz met de hoogste onderscheiding voor zangrecital en opera. Stotijn is winnaar van de Nederlandse Muziekprijs 2008, de hoogste onderscheiding die door het ministerie van OCW aan een musicus, werkzaam in de klassieke muziek, wordt uitgereikt.
Haar broer Rick Stotijn won in 2013 eveneens de Nederlandse Muziekprijs.
in 2014 speelt ze in Die Weise von Liebe und Tod van regisseur Moniek Kramer een glansrol.
In november 2020 werd Christianne genomineerd voor een Grammy Award in de categorie Best Classical Compendium (voor klassieke albums met daarop verschillende losse stukken die niet per se met elkaar zijn verbonden) voor het album Adès Conducts Adès. Op het album vertolkt zij het stuk Totentanz van dirigent/componist Thomas Adès, samen met de Britse bariton Mark Stone. De Grammy Awards worden op 31 januari 2021 uitgereikt.